# Condado del Valle de San Juan
El condado del Valle de San Juan es un título nobiliario español creado por el rey Felipe V el 7 de octubre de 1709 a favor de Antonio Francisco Roda Tomás y Fajardo, Caballero de la Orden de Santiago, regidor perpetuo de la ciudad de Murcia.  La «Casa Granero del Conde del Valle de San Juan» en Calasparra es muy conocida y el archivo municipal de Calasparra contiene también la colección de los condes. El actual poseedor del título es Rafael Merry del Val y Roca de Togores (*1964), IV marqués de Merry del Val.

## Condes del Valle de San Juan
|      | Titular                                        |
| ---- | ---------------------------------------------- |
| I    | Antonio Francisco Roda Tomás y Fajardo         |
| II   | Mariana de Roda y Castellví Monsoríu           |
| III  | Antonia González de Avellaneda y Roda          |
| IV   | Concepción González de Avellaneda y Avellaneda |
| V    | José María Melgarejo y Salafranca              |
| VI   | José Tomás Melgarejo y Musso                   |
| VII  | José Ramón Melgarejo y Escario                 |
| VIII | Joaquín Melgarejo y Escario                    |
| IX   | María del Buen Consejo Melgarejo y Heredia     |
| X    | Rafael Merry del Val y Melgarejo               |
| XI   | Rafael Merry del Val y Roca de Togores         |